# Cantonul Miélan
Cantonul Miélan este un canton din arondismentul Mirande, departamentul Gers, regiunea Midi-Pyrénées, Franța.

## Comune
| Comune                | Populație (1999) | Cod poștal | Cod INSEE |
| --------------------- | ---------------- | ---------- | --------- |
| Aux-Aussat            | 259              | 32170      | 32020     |
| Barcugnan             | 117              | 32170      | 32028     |
| Betplan               | 110              | 32730      | 32050     |
| Castex                | 94               | 32170      | 32086     |
| Duffort               | 137              | 32170      | 32116     |
| Estampes              | 167              | 32170      | 32126     |
| Haget                 | 317              | 32730      | 32152     |
| Laguian-Mazous        | 283              | 32170      | 32181     |
| Malabat               | 101              | 32730      | 32225     |
| Manas-Bastanous       | 88               | 32170      | 32226     |
| Miélan                | 1.213            | 32170      | 32252     |
| Montaut               | 112              | 32300      | 32278     |
| Mont-de-Marrast       | 108              | 32170      | 32281     |
| Montégut-Arros        | 276              | 32730      | 32283     |
| Sadeillan             | 85               | 32170      | 32355     |
| Sainte-Aurence-Cazaux | 121              | 32300      | 32363     |
| Sainte-Dode           | 223              | 32170      | 32373     |
| Sarraguzan            | 99               | 32170      | 32415     |
| Villecomtal-sur-Arros | 835              | 32730      | 32464     |